# Octodon
Octodon (Bennett, 1832) è un genere di roditori della famiglia degli Ottodontidi comunemente noti come degu.

## Descrizione

### Dimensioni
Al genere Octodon appartengono roditori di medie dimensioni, con lunghezza della testa e del corpo tra 125 e 195 mm, la lunghezza della coda tra 105 e 165 mm e un peso fino a 300 g.

### Caratteristiche craniche e dentarie
Il cranio presenta un rostro sottile e le arcate zigomatiche parallele tra loro. Le bolle timpaniche sono a forma di pera. Gli incisivi superiori possono essere ortodonti o leggermente opistodonti, ovvero con le punte rivolte verso il basso o verso l'interno della bocca, e sono di color arancione. I denti molari presentano una disposizione delle cuspidi a forma di 8, caratteristico della famiglia.
Sono caratterizzati dalla seguente formula dentaria:

### Aspetto
Le parti dorsali variano dal grigiastro al bruno-grigiastro con dei riflessi arancioni, mentre le parti ventrali sono giallo crema. Le orecchie sono grandi, le zampe anteriori hanno quattro dita ben sviluppate, ognuna munita di un artiglio affilato, il quinto dito è corto e provvisto di un'unghia. I piedi sono adattati per l'andatura saltante, le piante sono ricoperte di cuscinetti granulari. La coda è poco più corta della testa e del corpo e termina solitamente con un piccolo ciuffo di peli nerastri.

## Distribuzione
Si tratta di roditori terricoli diffusi in Cile ed Argentina.

## Tassonomia
Il genere comprende 4 specie.
- Octodon bridgesi
- Octodon degus
- Octodon lunatus
- Octodon pacificus